# Saint-Julien-de-Vouvantes

Localització de Saint-Julien-de-Vouvantes

Saint-Julien-de-Vouvantes (en bretó Sant-Juluan-Gouwent) és un municipi francès, situat a la regió de país del Loira, al departament de Loira Atlàntic, que històricament va formar part de la Bretanya. L'any 2006 tenia 926 habitants. Limita amb Juigné-des-Moutiers, Erbray, Petit-Auverné i La Chapelle-Glain.

## Demografia
| 1962                                       | 1968  | 1975 | 1982  | 1990 | 1999 |
| ------------------------------------------ | ----- | ---- | ----- | ---- | ---- |
| 976                                        | 1.008 | 947  | 1.023 | 955  | 876  |
| Des de 1962: població sense dobles comptes |       |      |       |      |      |

## Administració
| Període   | Identitat      | Partit |
| --------- | -------------- | ------ |
| 2001-2008 | Luc Crossouard |        |
| 2008-     | Serge Héas     |        |